# Gacha-Spiel
Gacha ist eine Computerspielmechanik, welche das Prinzip von in Japan beliebten Verkaufsautomaten namens Gashapon, kurz Gacha, in digitalisierter Form umsetzt. Sie kann sowohl als alleinige Spielmechanik, als auch als Minispiel in einem umfangreichen Programm zum Einsatz kommen (bspw. Free-to-play-Onlinespiele). Vergleichbar mit einer Lotterie locken Gacha-Spiele den Nutzer mit einem Hauptgewinn zwischen weiteren, meist zufällig vergebenen Gewinnen geringerer Güte. Typisch ist dabei, dass der Gewinnrahmen bekannt ist, beim Hauptgewinn jedoch eine gewisse Varianz besteht und dieser damit nicht eindeutig vorhersagbar ist. Es bestehen Ähnlichkeiten zum Prinzip der Lootbox.

## Beschreibung und Varianten

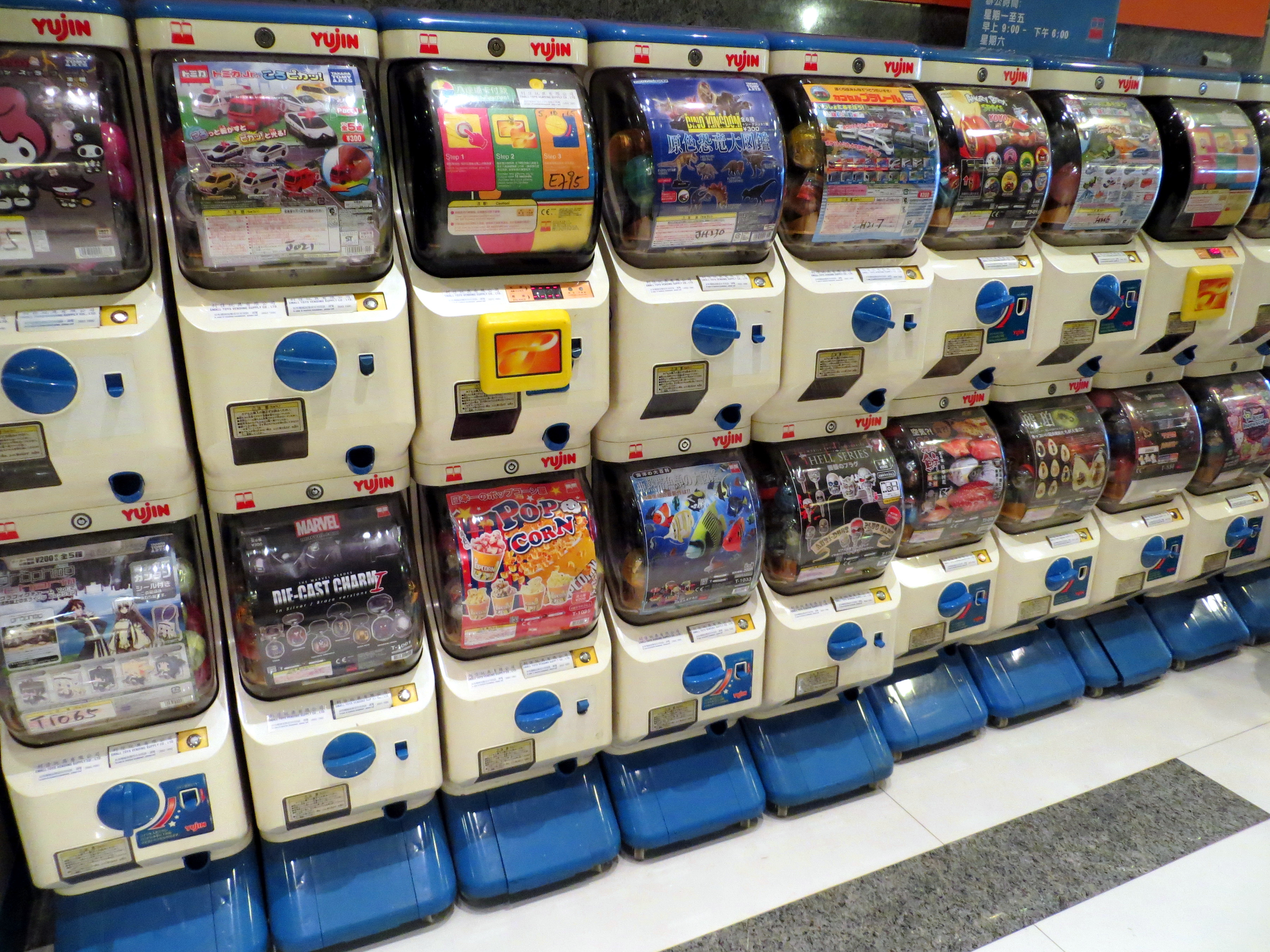
Gashapon-Automaten in Hong Kong. Ihr Prinzip inspirierte die Spielmechanik.

Gacha-Automaten sind in Japan seit der zweiten Hälfte des 20. Jahrhunderts verbreitet, Stand 2020 erwirtschaftete die Branche einen Umsatz von 30 Milliarden Yen (ca. 248,5 Millionen Euro). Gacha als Computerspielmechanik debütierte als Minispiel in sozialen Medien, wo es durch den Titel Dragon Collection von Konami popularisiert wurde und aufgrund des monetären Erfolgs Nachahmer fand. Häufig ist es in Verbindung mit Animes im Mobile-Game-Segment anzutreffen. Von Spieleentwicklern wird es mit dem Ziel der Gewinnmaximierung immer weiter verfeinert. Die Kompu Gacha (oder Complete Gacha) Mechanik erschwert dabei den Spielern ihre Sets zu vervollständigen, was wiederum mit weiteren Belohnungen versehen ist. Der Step-Up Gacha erhöhte die Chance für seltene Belohnungen, wenn innerhalb von kurzer Zeit immer teurer werdende Gachas in Form von In-Game-Währung gekauft werden. Der Redraw Gacha erlaubt dem Spieler nochmals zu ziehen, wenn er mit der Ausbeute nicht zufrieden ist. Der Box Gacha erlaubt dem Spieler Anzahl und Seltenheit zu erfahren und darauf Einfluss zu nehmen. Ein Consecutive Gacha erlaubt Rabatte und Geschenke, wenn mehrere Behälter auf einmal gekauft und hintereinander geöffnet werden. Das Prinzip befördert dabei bewusst die Spielsucht. 

## Rezeption
Das Genre befindet sich vielfach im Bereich des unregulierten Glücksspiels. Es zählt sowohl gemessen an Umsatz als auch Spielerzahlen zu den bedeutendsten der Branche. Insbesondere bei Free-to-play-Titeln ist diese Art der Monetarisierung verbreitet. 2012 verbot Japan das Kompu-Gacha-Prinzip, worauf die Anbieter ihre Modelle umstellten.